# 凱德爾斯頓會堂
凱德爾斯頓會堂（英語：Kedleston Hall）是英國的一處鄉村別墅，位於英格蘭德比郡凱德爾斯頓，德比西北大約四英里。凱德爾斯頓會堂是寇松家的住宅。現在的凱德爾斯頓會堂則是國家名勝古蹟信託的財產。建築為新古典主義風格。凱德爾斯頓會堂是英國鄉村別墅中的代表作，建築和庭園都有很高的藝術價值。

## 外部連結

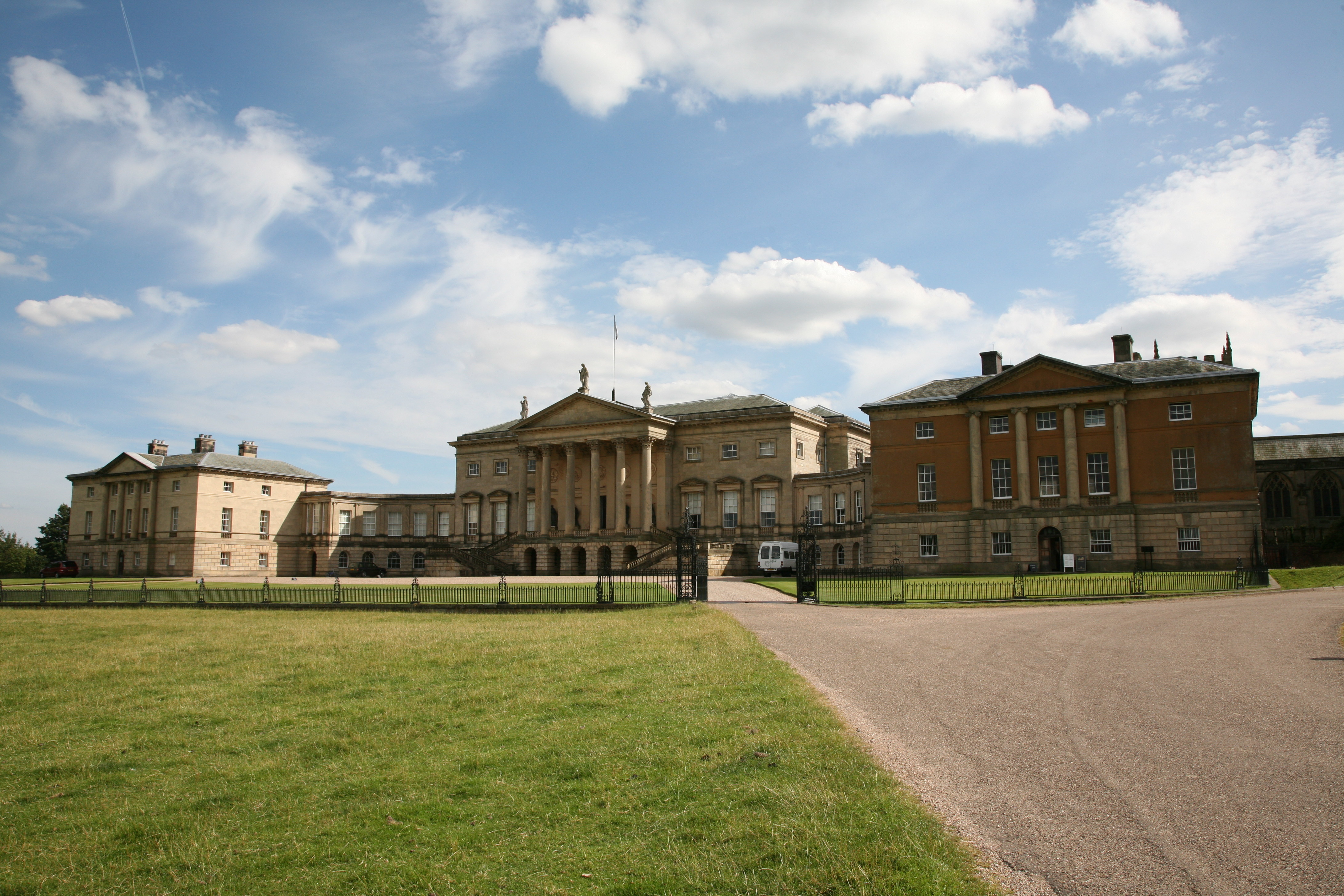
凱德爾斯頓會堂

- Kedleston Hall information at the National Trust（页面存档备份，存于）
- Kedleston Hall Garden — information on garden history
- Kedleston Hall entry from The DiCamillo Companion to British & Irish Country Houses